# Graniczna Placówka Kontrolna Turowo
Graniczna Placówka Kontrolna Turowo – pododdział Wojsk Ochrony Pogranicza pełniący służbę na przejściu granicznym.

## Formowanie i zmiany organizacyjne
PPK Turowo sformowany został w 1947 roku według etatu nr 7/12 kategorii C kolejowy.
W 1948 placówka została przeformowana na etat 7/53 i przemianowana na Graniczną Placówkę Kontrolną Ochrony Pogranicza Turowo o numerze 61 .
W 1948 roku pododdział przekazany został do   Ministerstwa Bezpieczeństwa Publicznego.
W 1950 rozformowana.